# Aly Ndom
Aly Ndom (Pontoise, 30 maggio 1996) è un calciatore francese, centrocampista del Pacific.

## Caratteristiche tecniche
È un centrocampista centrale.

## Carriera
Cresciuto nelle giovanili dello Stade Reims, ha esordito in prima squadra il 20 febbraio 2016 in occasione del match perso 4-1 contro il Paris Saint-Germain.

## Statistiche

### Presenze e reti nei club
Statistiche aggiornate al 17 marzo 2018.
| Stagione        | Squadra         | Campionato      | Campionato | Campionato | Coppe nazionali | Coppe nazionali | Coppe nazionali | Coppe continentali | Coppe continentali | Coppe continentali | Altre coppe | Altre coppe | Altre coppe | Totale | Totale | Totale |
| Stagione        | Squadra         | Comp            | Pres       | Reti       | Comp            | Pres            | Reti            | Comp               | Pres               | Reti               | Comp        | Pres        | Reti        | Pres   | Reti   |        |
| --------------- | --------------- | --------------- | ---------- | ---------- | --------------- | --------------- | --------------- | ------------------ | ------------------ | ------------------ | ----------- | ----------- | ----------- | ------ | ------ | ------ |
| 2015-2016       | Stade Reims     | L1              | 8          | 0          | CF+CdL          | 0               | 0               |                    | -                  | -                  |             | -           | -           | 8      | 0      |        |
| 2016-2017       | Stade Reims     | L2              | 19         | 0          | CF+CdL          | 1+1             | 0               |                    | -                  | -                  |             | -           | -           | 21     | 0      |        |
| 2017-2018       | Stade Reims     | L2              | 22         | 1          | CF+CdL          | 1+2             | 1+0             |                    | -                  | -                  |             | -           | -           | 25     | 2      |        |
| Totale carriera | Totale carriera | Totale carriera | 49         | 1          |                 | 5               | 1               |                    | -                  | -                  |             | -           | -           | 54     | 2      |        |